# Rio dos Índios (Oberer Ivaí)
Der Rio dos Índios ist ein etwa 33 km langer rechter Nebenfluss des Rio Ivaí in der Mitte des brasilianischen Bundesstaats Paraná.

## Geografie

### Lage
Das Einzugsgebiet des Rio dos Índios befindet sich auf dem Segundo Planalto Paranaense (Zweite oder Ponta-Grossa-Hochebene von Paraná).

### Verlauf
Sein Quellgebiet liegt im Munizip Ivaí auf 800 m Meereshöhe in den südlichen Ausläufern der Serra dos Macacos etwa 10 km nördlich des Hauptorts zwischen den Siedlungen Camargos und Casa Nova.
Der Fluss verläuft in west- bis südwestlicher Richtung. Nach etwa 18 km erreicht er die Grenze zum Munizip Cândido de Abreu, die er von hier an bis zu seiner Mündung bildet. Er mündet auf 504 m Höhe von rechts in den Rio Ivaí. Er ist etwa 33 km lang.

### Munizipien im Einzugsgebiet
Am Rio dos Índios liegen die zwei Munizipien Ivaí und Cândido de Abreu.